# 11111 Repunit
11111 Repunit eller 1995 WL är en asteroid i huvudbältet som upptäcktes den 16 november 1995 av den japanska astronomen Takao Kobayashi vid Ōizumi-observatoriet. Den är uppkallad efter uttrycket Repunit vilket betyder att ett tal oavsett hur stort det endas bestå av en och samma siffra. Till exempel talet 11111 som endast består av siffran 1.
Asteroiden har en diameter på ungefär 6 kilometer och den tillhör asteroidgruppen Koronis.